# Stretto di Balabac
Lo stretto di Balabac (in lingua filippina: Kipot ng Balabak) è uno degli stretti che collegano il Mar Cinese Meridionale con il Mare di Sulu. Separa l'isola di Balabac (nella Provincia di Palawan delle Filippine) dall'Isola di Balambangan e dall'Isola di Banggi nella parte settentrionale del Borneo, che fanno parte dello Stato malese di Sabah state.
Lo stretto ha un'ampiezza di circa 50 km e una profondità massima di circa 100 m. Si trovava pertanto al di sopra del livello del mare durante l'ultima era glaciale e permise così lo scambio di flora e fauna tra il Borneo e le isole Palawan.